# Krzysztof Matyjaszewski
Krzysztof Matyjaszewski (ur. 8 kwietnia 1950 w Konstantynowie Łódzkim) – polsko-amerykański chemik specjalizujący się w chemii polimerów, twórca nowej metody kontrolowanej polimeryzacji rodnikowej z przeniesieniem atomu – ATRP.

## Życiorys
W latach 1963–1967 uczył się w liceum ogólnokształcącym w Zelowie. Studia magisterskie rozpoczął na Wydziale Chemicznym Politechniki Łódzkiej. W ich trakcie wyjechał na stypendium do Instytutu Petrochemicznego w Moskwie – tam też ukończył studia w 1973.
Po powrocie zatrudnił się w Centrum Badań Molekularnych i Makromolekularnych PAN (CBMiM PAN), gdzie w 1976 obronił pracę doktorską Makroestry, pary jonowe i wolne jony w polimeryzacji tetrahydrofuranu. Promotorem jego rozprawy doktorskiej był Stanisław Penczek. Po uzyskaniu stopnia doktora wyjechał w 1977 na roczny staż na University of Florida. Po powrocie ze stażu pracował jako adiunkt w CBMiM PAN w zespole prof. Stanisława Penczka. W 1985 uzyskał na Politechnice Łódzkiej stopień naukowy doktora habilitowanego.
W latach 1984–1985 odbył staż w CNRS i jednocześnie pełnił funkcję invited professor na jednym z paryskich uniwersytetów. W 1985 przeniósł się na Carnegie Mellon University w Pittsburghu, gdzie początkowo pracował jako zwykły członek zespołu naukowego, następnie adiunkt (assistant professor), profesor nadzwyczajny (associate professor), aby w roku 1998 uzyskać tam pełne stanowisko profesora.
W latach 1994–1998 pełnił funkcję dziekana Wydziału Chemicznego Carnegie Mellon University. W 1998 utworzył i został kierownikiem Center for Macromolecular Engineering – wydzielonego, samodzielnego instytutu działającego w ramach Carnegie Mellon University. Na Carnegie Mellon University posiada swoją własną, niezależną grupę badawczą liczącą w różnych okresach od 15 do 20 osób. Oprócz tego od 2001 jest twórcą i kierownikiem Controlled Radical Polymerisation Consortium. Jest to organizacja zajmująca się aktywnym gromadzeniem i wykorzystywaniem środków na badania w dziedzinie ATRP.
Od 2002 jest członkiem sekcji polimerowej komitetu nazewniczego IUPAC, kierownikiem zespołu zajmującego się ustalaniem terminologii w zakresie ATRP i innych form kontrolowanej polimeryzacji rodnikowej.
22 listopada 1999 uzyskał w Polsce tytuł naukowy profesora. Jest zagranicznym członkiem rzeczywistym PAN. Oprócz pracy na Carnegie Mellon University jest też zatrudniony na część etatu w Katedrze Fizyki Molekularnej Politechniki Łódzkiej, oraz na ¼ etatu profesorskiego w CBMiM PAN, gdzie co roku prowadzi kilkudniowe warsztaty naukowe o ATRP i innych aktualnych trendach w chemii polimerów.
W 2009 naukowiec został nagrodzony przez Amerykańską Agencję Ochrony Środowiska za opracowanie metody kontrolowanej polimeryzacji rodnikowej z przeniesieniem atomu (ATRP). Matyjaszewski otrzymał Presidential Green Chemistry Challenge Award w kategorii akademickiej.

## Dokonania naukowe
W ramach swojej pracy doktorskiej, we współpracy ze Stanisławem Penczkiem prowadził szczegółowe badania nad kinetyką i mechanizmem jonowej polimeryzacji tetrahydrofuranu, których efektem było głębsze zrozumienie wpływu równowagi różnego rodzaju par jonowych na ten proces.
Po wyjeździe do USA zajmował się m.in. pracami nad nowymi sposobami syntezy polisilanów, polisilazanów oraz ich kopolimerów metodą kondensacji Wurtza i polimeryzacji z otwarciem pierścienia z użyciem inicjowania ultradźwiękami. Prace te doprowadziły do lepszego zrozumienia mechanizmu tych reakcji, a także do opracowania skutecznych metod otrzymywania aktywnych optycznie form tych polimerów, które potencjalnie mogą być wykorzystywane w nanotechnologii.
W 1995 opublikował wraz z Jin-Shan Wangiem artykuł w Journal of the American Chemical Society. Została w nim opisana metoda kontrolowanej polimeryzacji rodnikowej z przeniesieniem atomu (Atom Transfer Radical Polymerization).
Istota tej metody polega na zastosowaniu katalizatora, zazwyczaj z grupy metali przejściowych, który zapewnia wytworzenie stanu równowagi pomiędzy zdolnym do propagacji polimerem aktywnym a polimerem nieaktywnym. Dzięki kontrolowanemu przebiegowi polimeryzacji łańcuchowej można uzyskiwać polimery o wysokiej masie cząsteczkowej i niskim wskaźniku polidyspersji. Względnie długi czas wzrostu umożliwia projektowanie kształtu makrocząsteczki polimeru.
Stosunkowo łagodne warunki prowadzenia procesu wywołały duże zainteresowanie wykorzystaniem metody ATRP w praktyce przemysłowej. Dzięki temu Krzysztof Matyjaszewski znalazł się w pierwszej dziesiątce najczęściej cytowanych chemików na świecie. Na podstawie liczby cytowań w bazie danych Instytutu Filadelfijskiego Matyjaszewski typowany był w 2008 przez naukowy serwis Thomson Reuters jako poważny kandydat do Nagrody Nobla w dziedzinie chemii.

## Wyróżnienia
- 2002: doktorat honoris causa Uniwersytetu w Gandawie
- 2004: Nagroda Fundacji na rzecz Nauki Polskiej za odkrycie nowych metod kontrolowanej polimeryzacji rodnikowej i zastosowanie tych metod w przemyśle
- 2006: doktorat honoris causa Rosyjskiej Akademii Nauk
- 29 listopada 2007: doktorat honoris causa Politechniki Łódzkiej[16]
- 15 czerwca 2010: Gutenberg Lecture Award przyznane przez Graduate School of Materials Science w Moguncji[17]
- 2011: Nagroda Wolfa w dziedzinie chemii wraz ze Stuartem Rice’em i Ching Tangiem[18].
- 2011: Perła Honorowa Polskiej Gospodarki w kategorii nauka[19]
- 2012: Medal Marii Skłodowskiej-Curie[20]
- 2016: doktorat honoris causa Uniwersytetu im. Adama Mickiewicza w Poznaniu[21]
- 2017: Medal Benjamina Franklina – za wkład w rozwój nowych procesów wytwarzania polimerów[22]